# Ami imaginaire

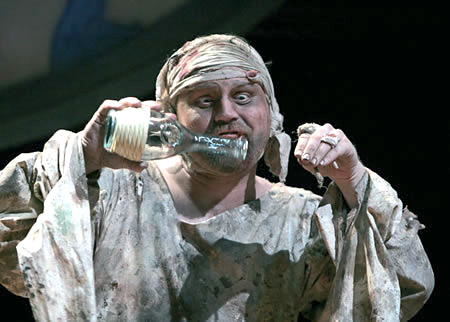
Caliban en conversation avec ses amis imaginaires dans une représentation de la pièce de théâtre The Tempest.

Un ami imaginaire (ou compagnon imaginaire) est une manifestation psychologique dans laquelle une amitié ou autre relation interpersonnelle prend place dans l'imagination plutôt que dans la réalité. Les amis imaginaires sont des personnages fictifs créés pour des jeux de rôle. Ces personnages ont un comportement et une personnalité attribués par l'individu qui les imagine. Ils peuvent lui paraître réels mais n'existent pas en réalité. Les premières études menées sur les amis imaginaires sembleraient remonter aux années 1890.

## Psychologie
Selon une étude menée à l'Université de Manchester, les enfants aux amis imaginaires développent une meilleure capacité de langage et retiennent plus vite les informations que les enfants qui n'en possèdent pas. D'autre part, les enfants qui atteignent l'école primaire et qui se font de véritables amis n'oublient pas forcément leurs amis imaginaires. Selon une étude menée à l'Université de Washington, à l'âge de sept ans, soixante-cinq pour cent des enfants rapportent avoir eu un ami imaginaire à un certain moment dans leur vie. Il a également été suggéré que certains enfants cachent le fait d'avoir un ami imaginaire pour éviter toute critique négative de la part des adultes ou de leurs pairs.

Emmanuelle Rigon, psychologue clinicienne, invitée dans l'émission de télévision La Maison des Maternelles, déclare durant son interview : 
«  L’enfant rencontre le besoin de créer de toutes pièces une sorte d’alter ego qui va porter pour [lui] certains sentiments, certaines demandes, certains plaisirs. »

## Âge
Les amis imaginaires se créent durant l'enfance, parfois à l'adolescence et rarement à l'âge adulte. Ils agissent en tant que « protecteurs » lorsqu'ils sont interprétés par un enfant. Ils représentent les craintes, les angoisses et le monde perçu par l'enfant. Les amis imaginaires sont normalement perçus chez les enfants, et anormalement chez les adultes.
Ce phénomène concerne surtout les jeunes enfants (avant cinq ans). Il peut durer toute la vie mais se résorbe le plus souvent de lui-même avec la socialisation. Peu d'adultes rapportent avoir un ami imaginaire.

## Acceptation sociale
Les amis imaginaires sont un phénomène considéré comme parfaitement normal et anodin chez l'enfant dans la culture anglo-saxonne, alors qu'il inquiète parfois l'entourage dans d'autres pays. On retrouve ce clivage jusque chez les spécialistes. Le médecin Benjamin Spock est persuadé que les amis imaginaires qui apparaissent après l'âge de quatre ans montreraient qu'il « manquerait » quelque chose dans l'environnement de l'enfant. Certains spécialistes dans le développement de l'enfant pensent toujours que la présence d'amis imaginaires passé l'âge de la petite enfance indiquerait un sérieux trouble psychologique. D'autres ne partagent pas cet avis, expliquant que les amis imaginaires sont communs chez les enfants et font partie d'un développement social et cognitif normal.

## Articles liés
- Cognition sociale
- Psychologie de l'enfant
- Théorie de l'esprit